# Morellia spinuligera
Morellia spinuligera är en tvåvingeart som beskrevs av Stein 1913. Morellia spinuligera ingår i släktet Morellia och familjen husflugor.
Artens utbredningsområde är Etiopien. Inga underarter finns listade i Catalogue of Life.